# Phaedropsis chromalis
Phaedropsis chromalis is een vlinder uit de familie van de grasmotten (Crambidae). De wetenschappelijke naam van deze soort is voor het eerst voorgesteld als Asopia chromalis door Achille Guenée in een publicatie uit 1854.
De soort komt voor in de Verenigde Staten (Florida), de Dominicaanse Republiek, Belize en Frans-Guyana.